# Блатен оризов хомяк
Блатният оризов хомяк (Oryzomys palustris) е вид гризач от семейство Мишкови (Muridae). Възникнал е преди около 0,3 млн. години по времето на периода кватернер. Видът не е застрашен от изчезване.

## Разпространение
Разпространен е в САЩ (Алабама, Арканзас, Вирджиния, Делауеър, Джорджия, Илинойс, Канзас, Кентъки, Луизиана, Мериленд, Мисисипи, Мисури, Ню Джърси, Оклахома, Пенсилвания, Северна Каролина, Тексас, Тенеси, Флорида и Южна Каролина).

## Описание
На дължина достигат до 13,4 cm, а теглото им е около 53,3 g.
Продължителността им на живот е около 2,4 години. Популацията на вида е стабилна.